# 白云大道
白云大道是位於中国廣州市的一條主幹道，大致呈南北走向，双向六至八车道，中间设有绿化分隔带。北面起點在白云区东平北路与广从一路，南面終點在白云区广园中路，以黄石东路路口分为白云大道北、白云大道南两段。

## 公共交通
- 广州地铁3号线白雲大道北站
- 广州地铁11号线中医药大学站
- 广州地铁12号线广州体育馆站
- 广州地铁14号线白雲東平站

均在鄰近白雲大道位置設有出口。